# Костюков, Леонид Владимирович
Леони́д Влади́мирович Костюко́в (род. 20 апреля 1959, Москва) — русский поэт, прозаик и эссеист, литературный критик, педагог.

## Биография
Родился в актёрской семье. Окончил механико-математический факультет МГУ и Литературный институт. Преподавал в школе литературу и математику, вёл семинары на филологическом факультете МГУ. Публиковал статьи, эссе, стихи, прозу в литературных журналах «Воздух», «Арион», «Вопросы литературы», «Дружба народов», «Знамя», «Иностранная литература», «Интерпоэзия», «Новое литературное обозрение», «Новая Юность», «Новый Берег», «Новый мир», «TextOnly», «Октябрь» и др. Был куратором литературных вечеров в Ахматовском культурном центре, участвовал в качестве постоянного ведущего в работе Эссе-клуба. Редактор отдела поэзии в журнале «Homo Legens». Работал литературным редактором в интернет-издании «Полит.ру».

Проза, по-моему, это когда слова превращаются в картинку, в живых людей, в звучащую речь (диалог). Чем сильнее эффект, тем и талантливее. Конечно, это не объективный критерий, а встроенный в читателя (в данном случае, так как вы спрашиваете меня, — в меня). Объективного критерия — то есть свойства текста, а не контакта, — нет. С политикой и даже стилистикой это мало связано.
— Леонид Костюков

## Книги
- Он приехал в наш город. Стихи, эссе, проза. — М.: АРГО-РИСК, 1998. — 40 с.;
- Великая страна. Роман. — М.: Иностранка; Пушкинская библиотека, 2002. — 268 с.;
- Просьба освободить вагоны; Повести и рассказы. — М.: Новое литературное обозрение, 2004. — 404 с.
- Великая страна. Мэгги. Романы. (ОГИ-Проза) — М.: ОГИ, 2009. — 272 с.
- КиноСтолица: Москва в зеркале кинематографа. - М.: Б.С.Г.-Пресс, 2016.-320 с.: 200 илл.

## Избранные статьи
- Стихи и поэзия.[4]

## Премии
- Победитель сетевого литературного конкурса «Улов» (2000).
- Финалист премии им. Юрия Казакова (2000).